# Wanda Wulz
Wanda Wulz (Trieste, 25 luglio 1903 – Trieste, 16 aprile 1984) è stata una fotografa italiana.

## Biografia
Nata da una dinastia di fotografi che avevano lo studio nella città di Trieste fin dal 1860, era nipote del celebre fotografo Giuseppe Wulz, originario di Cave del Predil e figlia di Carlo che non avendo figli maschi addestrò le figlie Wanda e Marion all'arte di famiglia. Frequentò il liceo invece della magistrali, come di norma facevano le giovani della borghesia dell'epoca, e studiò anche pianoforte.
Wanda assunse la direzione della ditta quando il padre morì nel 1928, all'età di 53 anni. Non si sposò mai, scegliendo di dedicarsi completamente al lavoro. Il genere che la rese famosa fu il ritratto.
Sul finire degli anni Venti si interessò al fotodinamismo dei fratelli Bragaglia e al movimento futurista, i risultati della sua ricerca furono il frutto di lunghe sessioni in camera oscura in cui realizzò fotomontaggi, fotoplastiche e fotodinamiche di ottima qualità e grande effetto. Nel 1932 a seguito dell'incontro con Filippo Tommaso Marinetti si avvicinò al Futurismo e partecipò alla "Mostra Futurista" di Trieste organizzata dal poeta Bruno Giordano Sanzin cui tra gli altri vi prese parte anche il fotografo torinese Maggiorino Gramaglia, oltre a Fosco Maraini e Arturo Bragaglia. Abbandonò il movimento sul finire del decennio. La sua opera più conosciuta è un suo autoritratto combinato con l'immagine di un gatto.
Lavorò fino all'età di 77 anni, quando nel 1981 decise di chiudere lo studio. Morì quattro anni dopo, a Trieste, città dove trascorse tutta la sua vita.

## Opere
- Colazione futurista, (1932)
- Esercizio, (1932)
- Io + gatto, (1932)
- Jazz Band, (1932)
- Ritratto di giovane donna, (1932)
- Wunder-bar, (1932)

## Eredità e influenza
La Fondazione Alinari ha acquisito tra il 1986 e il 2007 oltre 25mila fototipi dello Studio fotografico Wulz, oltre a numerosi documenti, fatture, lettere, resoconti e fogli di diario. Le foto di Wanda e degli altri Wulz sono state rese disponibili nell'archivio online della Fondazione.
Nel 2014 un parco a Trieste è stato intitolato a Wanda e Marion Wunz, accessibile da via Catullo, 5.
Dal dicembre 2024 all'aprile 2025 si è svolta presso il Magazzino delle Idee di Trieste una grande mostra dedicata all'opera fotografica della famiglia Wulz.
Il lavoro di Wulz ha influenzato non solo i contemporanei, ma anche le generazioni successive di fotografi e artisti visivi. Le sue sperimentazioni hanno anticipato concetti chiave del surrealismo e della fotografia concettuale, contribuendo a ridefinire i confini tra realtà e rappresentazione. Inoltre, la sua figura ha rappresentato un modello di emancipazione femminile nel campo artistico, in un'epoca in cui le donne erano spesso relegate a ruoli marginali.